# Gustav Baumgardt
Gustav Baumgardt (* 13. August 1935; † 28. April 2018) war ein AIBA-Schiedsrichter und ehemaliger Box-Kampfrichter im Amateurbereich. Er fungierte auf vielen internationalen Turnieren als Schiedsrichter, darunter bei Europa- und Weltmeisterschaften sowie bei Olympischen Spielen. Bei den Olympischen Sommerspielen 1988 in Seoul war er unter anderem Ringrichter des Finales im Superschwergewicht zwischen Lennox Lewis (CAN) und Riddick Bowe (USA). Nachdem Bowe in der zweiten Runde zweimal im Stehen angezählt wurde, beendete Baumgardt den Kampf und Lewis wurde Olympiasieger. Baumgardt war seit seiner Amateurzeit mit dem Trainer Fritz Sdunek, Michael Timm befreundet und Mitglied des SCT Schwerin. Den Kontakt zu den Sportlern, Jochen Bachfeld, Richard Nowakowski, Reinhold Meißner, Henry Maske,  Torsten May, Axel Schulz, SCT-Boxer: Tews, Berg, Timm,  usw., mit denen er um die Welt reiste, pflegte er bis zu seinem letzten Auftritt.
Gustav Baumarkt war ein Gegner des Kopfschutz, beim Boxsport.
Angebote aus dem Profilager, viel Geld zu verdienen und dort zu fungieren, das lehnte er stets ab.
Baumgardt war als 3. Mann im Ring einer der Besten der Welt, für viele der Beste.
Baumgardt lebte zuletzt in Schwerin. Er war mit Ingeborg seiner Ehefrau, seit 1. September 1957 verheiratet, Vater einer Tochter, seiner Evelyn und Großvater von zwei Enkelkindern, Antje und Grit  sowie dreier Urenkel, Mia, Vincent, Jan.
Gustav Baumgardt hat ein Journal der Deutschen- und Schweriner Boxgeschichte erarbeitet, geschrieben und binden lassen. Dieses Journal beinhaltet die deutsche Nachkriegs-Boxgeschichte von 1945, bis in die heutige Zeit.